# Stegastes gascoynei
Stegastes gascoynei, thường được gọi là cá thia biển San Hô, là một loài cá biển thuộc chi Stegastes trong họ Cá thia. Loài này được mô tả lần đầu tiên vào năm 1964.

## Phân bố và môi trường sống
S. gascoynei được phân bố vùng biển nhiệt đới và một số khu vực ôn đới ở phía đông nước Úc: từ phía nam rạn san hô Great Barrier đến Sydney, ngoài khơi đến New Zealand và New Caledonia. Loài này cũng đã được ghi nhận tại biển San Hô, đảo Lord Howe, đảo Norfolk và quần đảo Loyalty. S. gascoynei thường sống xung quanh các rạn san hô ở độ sâu khoảng 2 – 30 m.
Số lượng của loài này đang bị suy giảm.

## Mô tả
S. gascoynei trưởng thành dài khoảng 15 cm. Thân của S. gascoynei trưởng thành có màu nâu xám; phần bụng lại có màu vàng. Lớp vảy lớn có viền nâu, tạo thành các sọc trên cơ thể. Mống mắt có màu vàng cam. Vây bụng và vây hậu môn có màu vàng cam. Vây ngực cũng có màu vàng cam, và có một đốm đen. Thỉnh thoảng có vài chấm màu xanh tím.
Số ngạnh ở vây lưng: 12; Số vây tia mềm ở vây lưng: 14 - 16; Số ngạnh ở vây hậu môn: 2; Số vây tia mềm ở vây hậu môn: 13 - 14.
S. gascoynei ăn tạp, thức ăn là rong tảo và các động vật không xương sống (giun nhiều tơ, thủy tức, bọt biển), kể cả trứng của loài Abudefduf saxatilis vào ban đêm. S. gascoynei sinh sản theo cặp, trứng bám dính vào đáy biển và được bảo vệ bởi cá đực. S. gascoynei có tính lãnh thổ.